# Don Was
Don Was, född Don Fagenson den 13 september 1952 i Detroit, är en amerikansk musiker, låtskrivare och musikproducent.
Don Was bildade 1980 tillsammans med David Was (egentligen David Weiss) popgruppen Was (Not Was). Han var bandets basist och, tillsammans med David Was, låtskrivare. De hade under 1980-talet framgångar med låtar som "Spy in the House of Love", "Anything Can Happen" och "Walk the Dinosaur".
Som producent uppmärksammades Was på allvar efter Bonnie Raitts Nick of Time, vilket vann en Grammy Award för årets album 1989. Senare har han arbetat med ett flertal artister, däribland Bob Dylan, The Rolling Stones och Willie Nelson. Han tilldelades 1994 en Grammy som årets producent.

## Diskografi

### Med Was (Not Was)
- 1981 – Was (Not Was)
- 1983 – Born to Laugh at Tornados
- 1988 – What Up, Dog?
- 1990 – Are You Okay?
- 2008 – Boo!

### Producerade album, i urval
- 1989 – Cosmic Thing (The B-52's)
- 1989 – Nick of Time (Bonnie Raitt)
- 1990 – Brick by Brick (Iggy Pop)
- 1990 – Under the Red Sky (Bob Dylan)
- 1991 – Arkansas Traveler (Michelle Shocked)
- 1991 – Fire Inside (Bob Seger & the Silver Bullet Band)
- 1991 – Khaled (Khaled)
- 1991 – Lovescape (Neil Diamond)
- 1991 – Luck of the Draw (Bonnie Raitt)
- 1991 – Serious Fun (The Knack)
- 1991 – Spellbound (Paula Abdul)
- 1992 – Good Stuff (The B-52's)
- 1992 – King of Hearts (Roy Orbison)
- 1992 – Kirya (Ofra Haza)
- 1992 – Never Been Rocked Enough (Delbert McClinton)
- 1992 – Strange Weather (Glenn Frey)
- 1992 – Time Takes Time (Ringo Starr)
- 1993 – Across the Borderline (Willie Nelson)
- 1993 – Crossing (Paul Young)
- 1993 – Delbert McClinton (Delbert McClinton)
- 1993 – I'm Alive (Jackson Browne)
- 1993 – Kelly Willis (Kelly Willis)
- 1993 – N'ssi N'ssi (Khaled)
- 1993 – Thousand Roads (David Crosby)
- 1994 – Longing in Their Hearts (Bonnie Raitt)
- 1994 – Voodoo Lounge (The Rolling Stones)
- 1994 – Waymore's Blues, Part 2 (Waylon Jennings)
- 1995 – I Just Wasn't Made for These Times (Brian Wilson)
- 1995 – A Moment of Forever (Kris Kristofferson)
- 1995 – The Road Goes on Forever (The Highwaymen)
- 1995 – Road Tested (Bonnie Raitt)
- 1995 – Stripped (The Rolling Stones)
- 1996 – Organic (Joe Cocker)
- 1996 – The Restless Kind (Travis Tritt)
- 1996 – Sahra (Khaled)
- 1997 – Bridges to Babylon (The Rolling Stones)
- 1998 – Undiscovered Soul (Richie Sambora)
- 1999 – Avenue B (Iggy Pop)
- 1999 – In the Life of Chris Gaines (Garth Brooks)
- 1999 – Spirit of Music (Ziggy Marley and the Melody Makers)
- 1999 – Tuesday's Child (Amanda Marshall)
- 2000 – Bette (Bette Midler)
- 2000 – Maroon (Barenaked Ladies)
- 2001 – Lions (The Black Crowes)
- 2003 – Hootie & the Blowfish (Hootie & the Blowfish)
- 2004 – Live Licks (The Rolling Stones)
- 2004 – Ya-Rayi (Khaled)
- 2005 – A Bigger Bang (The Rolling Stones)
- 2005 – Countryman (Willie Nelson)
- 2005 – Make Do With What You Got (Solomon Burke)
- 2006 – Out of the Ashes (Jessi Colter)
- 2006 – This Old Road (Kris Kristofferson)
- 2007 – Poison'd! (Poison)
- 2008 – Tennessee Pusher (Old Crow Medicine Show)
- 2009 – Closer to the Bone (Kris Kristofferson)
- 2009 – Family Time (Ziggy Marley)